# Centrale hydroélectrique des Bois
La centrale hydroélectrique des Bois est une centrale hydroélectrique de France exploitée par Électricité de France et située en Haute-Savoie, à Chamonix-Mont-Blanc. Elle capte les eaux de fonte de la Mer de Glace à la source de l'Arveyron via une conduite souterraine sous le Montenvers et les rochers des Mottets. Les employés disposent d'un téléphérique de service pour se rendre sur les lieux du captage.

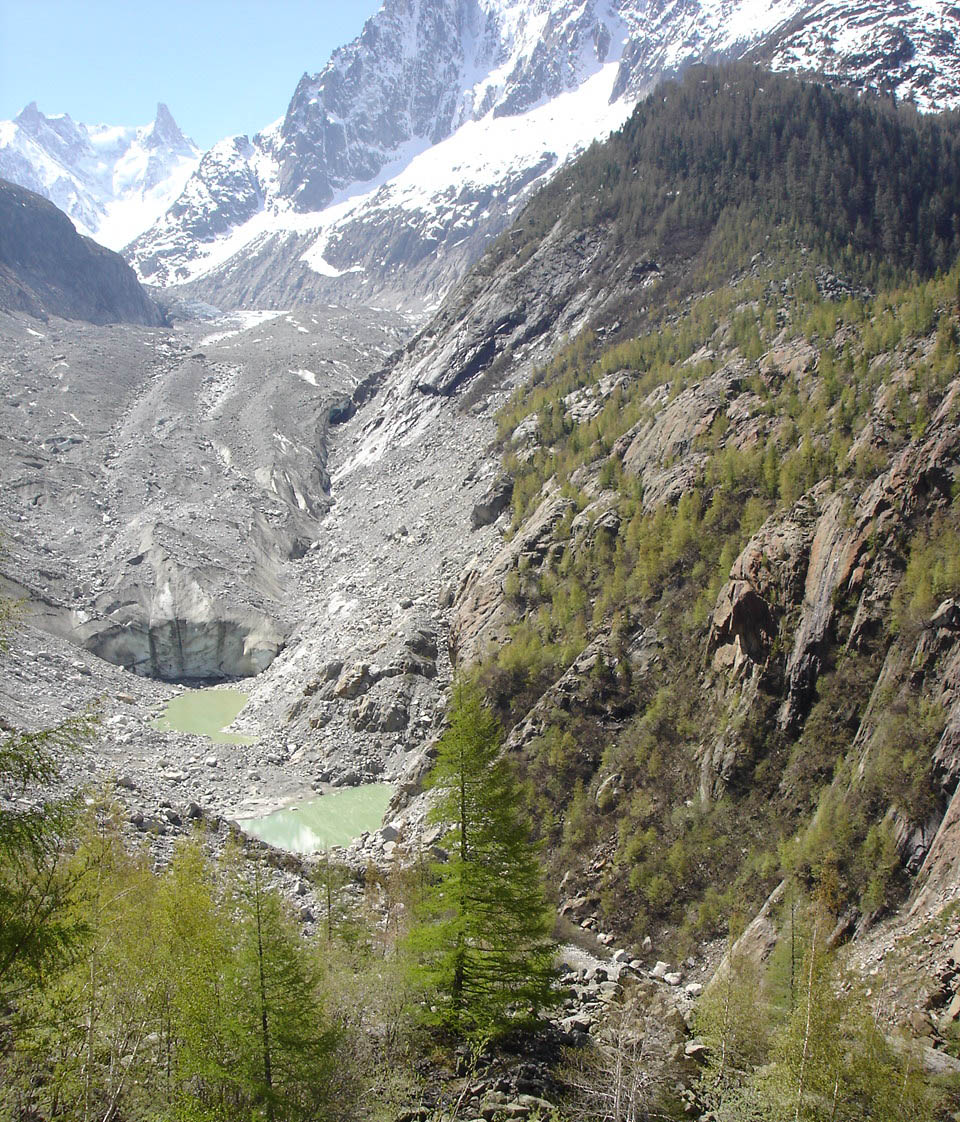
Vue depuis le Chapeau au nord du front glaciaire de la Mer de Glace où sont captées les eaux alimentant la centrale.